# Rivière Anistuwach
Der Rivière Anistuwach ist ein 260 km langer Zufluss des Rivière Roggan in der MRC Jamésie in der Verwaltungsregion Nord-du-Québec der kanadischen Provinz Québec. Der Flussname kommt aus der Cree-Sprache und bedeutet „die drei Flüsse“.

## Flusslauf
Der Rivière Anistuwach hat seinen Ursprung in einem namenlosen etwa 310 m hoch gelegenen See, 4 km südwestlich des Lac Kapuspuwakamaw. 
Der Fluss fließt in überwiegend westlicher Richtung durch die Tundralandschaft des Kanadischen Schilds. Entlang des Flusslaufs liegen die Seen Lac Kapistakupaw, Lac Utahinikw Ministikw, Lac Kwakutuwaw, Lac Courville und Lac Pistinikw. Der Rivière Anistuwach mündet schließlich 30 km von der Hudson Bay entfernt in das südöstliche Ende des 3 m hoch gelegenen Sees Lac Minahikuskaw. Dessen Abfluss mündet in den Rivière Roggan. 

## Hydrometrie
16,5 km oberhalb der Mündung des Rivière Anistuwach befindet sich der Abflusspegel 03EE003 (⊙). Der gemessene mittlere Abfluss (MQ) an dieser Stelle liegt bei 69,4 m³/s. Das zugehörige Einzugsgebiet beträgt 4370 km².
Im folgenden Schaubild werden die mittleren monatlichen Abflüsse des Rivière Anistuwach am Pegel 03EE003 für den Messzeitraum 1981–1993 in m³/s dargestellt.